# Masquefa (kommunhuvudort)
Masquefa är en kommunhuvudort i Spanien.   Den ligger i provinsen Província de Barcelona och regionen Katalonien, i den östra delen av landet, 500 km öster om huvudstaden Madrid. Masquefa ligger 257 meter över havet och antalet invånare är 7 150.
Terrängen runt Masquefa är kuperad åt nordost, men åt sydväst är den platt.Runt Masquefa är det ganska tätbefolkat, med 160 invånare per kvadratkilometer. Närmaste större samhälle är Terrassa, 18,5 km öster om Masquefa. Trakten runt Masquefa består till största delen av jordbruksmark.